# Eric Van Meir
Eric Van Meir (Brecht, 1968. február 28. –) belga válogatott labdarúgó, edző.
A belga válogatott tagjaként részt vett az 1994-es, az 1998-as világbajnokságon és a 2002-es világbajnokságon illetve a 2000-es Európa-bajnokságon.

## Sikerei, díjai
Lierse SK
- Belga bajnok (1): 1996–97
- Belga kupa (1): 1998–99
- Belga szuperkupa (2): 1997, 1999